# Videogiochi per Sega Master System
Questa lista è suscettibile di variazioni e potrebbe essere incompleta o non aggiornata.

Questa è una lista di videogiochi per Sega Master System.

## A
- Action Fighter
- After Burner
- Aleste
- Alex Kidd in Miracle World - Integrato all'interno della versione nordamericana seconda versione della console (Sega Master System II).
- Alex Kidd in Shinobi World
- Alien Storm
- Alien Syndrome
- Alien³
- Altered Beast
- Andre Agassi Tennis
- Asterix and the Great Rescue
- Aztec Adventure

## B
- Back to the Future Part II
- Back to the Future Part III
- Baku Baku Animal
- Bank Panic
- Bart vs. the Space Mutants
- Bart vs. the World
- Basketball Nightmare
- Batman Returns
- Battletoads in Battlemaniacs
- Battle Out Run
- Black Belt
- Blade Eagle 3-D
- Bomber Raid
- Bonanza Bros.
- Bram Stoker's Dracula
- Bubble Bobble

## C
- California Games
- California Games II
- Captain Silver
- Casino Games
- Castle of Illusion Starring Mickey Mouse
- Chase H.Q.
- Choplifter
- Cloud Master
- Columns
- Cyborg Hunter

## D
- Danan: The Jungle Fighter
- Darius II
- Dead Angle
- Desert Strike: Return to the Gulf
- Double Dragon
- Dr. Robotnik's Mean Bean Machine
- Dynamite Düx

## E
- Earthworm Jim
- Ecco the Dolphin[1]
- Ecco: The Tides of Time[1]

## F
- Fantasy Zone

## G
- Gain Ground
- Galaxy Force
- Gangster Town
- Gauntlet
- Ghostbusters
- Ghost House
- Ghouls 'n Ghosts
- Global Defense
- Global Gladiators
- Golden Axe
- Golden Axe Warrior
- Golvellius: Valley of Doom
- GP Rider
- Great Baseball
- Great Basketball
- Great Football
- Great Golf
- Great Volleyball

## H
- Hang-On - Integrato all'interno della versione europea della prima versione della console
- Home Alone

## I
- Impossible Mission

## K
- Kenseiden (剣聖伝)
- Kung Fu Kid

## L
- Land of Illusion
- Laser ghost
- Lord of the Sword
- Il libro della giungla

## M
- Master of Darkness[1]
- Michael Jackson's Moonwalker[1]
- Montezuma's Revenge
- Mortal Kombat
- My Hero

## N
- Ninja Gaiden[1]

## O
- Operation Wolf
- Out Run (アウトラン)

## P
- Phantasy Star (ファンタシースター)
- Psycho Fox

## Q
- Quartet - Un arcade molto popolare

## R
- R-Type
- Rampage
- Rastan Saga
- Rescue Mission

## S
- Safari Hunt - Integrato all'interno della console nelle versioni vendute in bundle con la pistola light gun.
- Shinobi
- Slap Shot
- Snail Maze - Un semplice gioco che era incluso nel BIOS della console. Era accessibile premendo il tasto su e i bottoni 1 e 2 dopo aver accesso la console senza nessun gioco inserito.
- Solomon's Key
- Sonic Blast[2]
- Sonic the Hedgehog - Integrato all'interno della versione brasiliana della console (Sega Master System III). È stato inoltre l'ultimo titolo del Master System pubblicato negli USA.
- Sonic the Hedgehog 2[1]
- Sonic the Hedgehog Chaos[1]
- Sonic the Hedgehog Spinball[1]
- Space Harrier
- SpellCaster
- Super Tennis

## T
- Thunder Blade
- TransBot

## U
- Ultima IV: Quest of the Avatar

## W
- Wonder Boy
- Wonder Boy in Monster Land
- Wonder Boy in Monster World[1]
- Wonder Boy III: The Dragon's Trap
- World Cup Italia '90[1]
- World Grand Prix

## Y
- Ys: The Vanished Omens

## Z
- Zaxxon 3-D
- Zillion